# Shawn Pyfrom

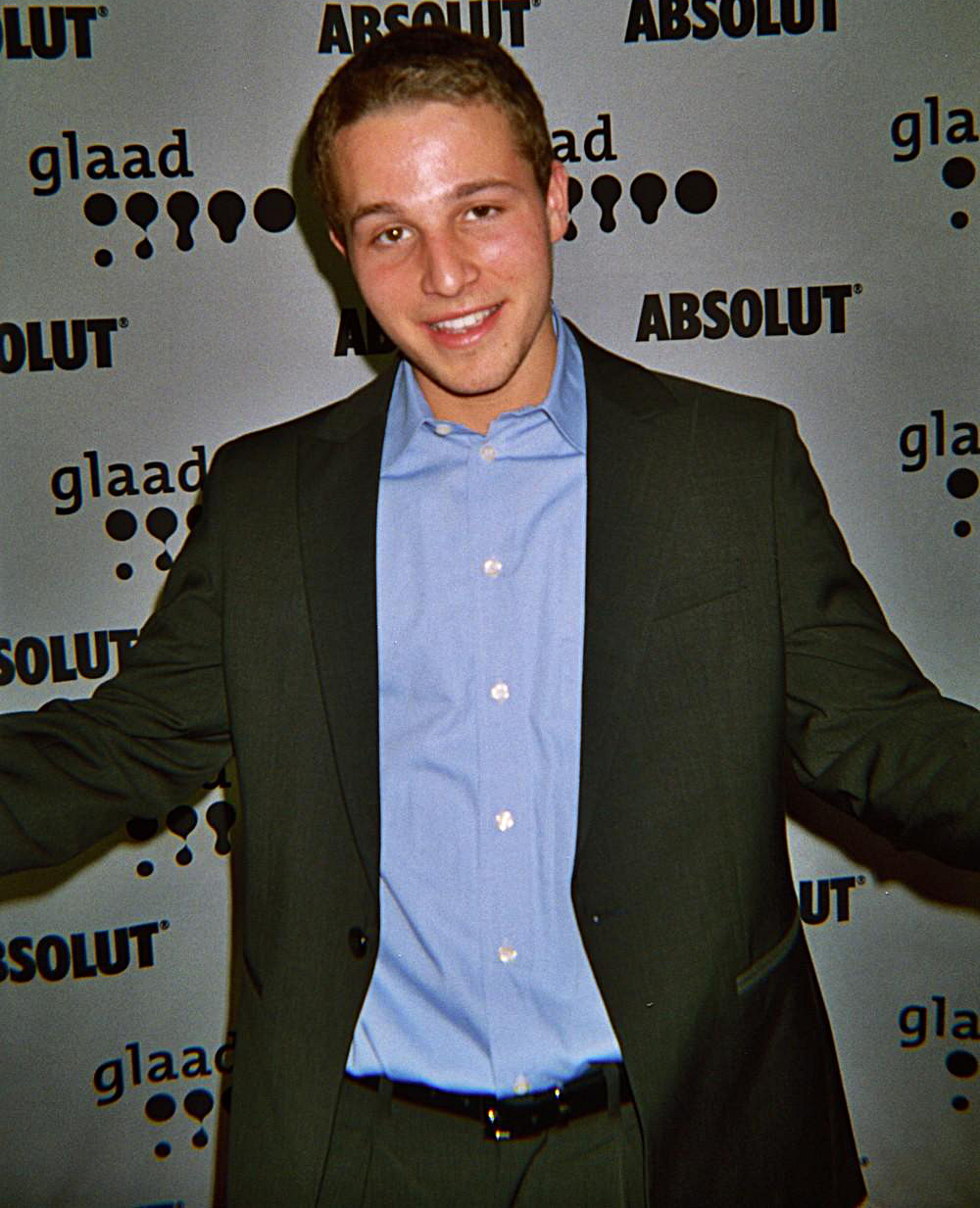
Shawn Pyfrom (2007)

Shawn Caminiti Pyfrom (* 16. August 1986 in Tampa, Florida) ist ein US-amerikanischer Schauspieler und Synchronsprecher, der vor allem durch die Rolle des Andrew Van de Kamp in der Serie Desperate Housewives bekannt wurde.

## Leben
Shawn Pyfrom wurde als Sohn von Gail Pyfrom und deren Ehemann in Tampa, Florida geboren, zog aber mit seiner Familie im Alter von 7 Jahren nach Los Angeles. Er hat einen älteren Bruder namens Christopher und eine jüngere Schwester namens Amber. Derzeit lebt Pyfrom gemeinsam mit seiner Schwester und seiner Mutter in Los Angeles. Sein Bruder und sein Vater leben den Großteil des Jahres in Florida.

## Auszeichnungen
Pyfrom wurde 2002 mit einem Young Artist Award in der Kategorie Best Performance in a TV Comedy Series – Guest Starring Young Actor für seine Rolle in der Fernsehserie Reba ausgezeichnet.

## Filmographie
- 1998: Pumpkin Man
- 1998: From the Earth to the Moon
- 1998: Todesflug 1602 – Als der Himmel einstürzte (A Wing and a Prayer)
- 1999: Schatten des Ruhms – Die Michael-Landon-Story (Michael Landon, the Father I Knew)
- 1999: Griffelkin – Ein Teufel auf Abwegen (H-E Double Hockey Sticks)
- 1999: Come on, get happy – Die Partridge Familie (Come On, Get Happy: The Partridge Family Story)
- 2000: A Day in a Life
- 2000: Das Glücksprinzip (Pay It Forward)
- 2001: What’s Up, Peter Fuddy?
- 2001: Stanley (Stimme)
- 2001: Max Keebles großer Plan (Max Keeble’s Big Move)
- 2002: Malcolm mittendrin (Malcolm in the Middle, Fernsehserie, Folge 3x21 Cliques)
- 2003: My Life with Men
- 2004–2012: Desperate Housewives
- 2006: The Darkroom
- 2006: Stanley’s Dinosaur Round-Up
- 2006: Shaggy Dog – Hör mal, wer da bellt
- 2009: Die Mädchen von Tanner Hall
- 2013: Tom Hanks: Die Lincoln-Verschwörung (Killing Lincoln)

### Gastauftritte
- 1998: Chicago Hope – Endstation Hoffnung (Chicago Hope), Folge 4.22
- 1998: Ellen, Folge 5.21
- 1998: L.A. Doctors, Folge 1.09
- 1998: Ein Witzbold namens Carey (The Drew Carey Show), Folge 4.11
- 1999: Buffy – Im Bann der Dämonen (Buffy the Vampire Slayer), Folge 3.11
- 2000: The Kids from Room 402, Folge 3.49
- 2000: Eine himmlische Familie (7th Heaven), Folge 4.14
- 2000: Ein Hauch von Himmel (Touched by an Angel), Folge 6.18
- 2000: The Trouble with Normal, Folge 1.04
- 2000, 2001: Family Guy, Folgen: 2.18 und 3.11
- 2001: Reba, Folge 1.08
- 2002: Alles wegen Grace (State of Grace), Folgen: 2.07, 2.13 und 2.16
- 2003: Oliver Beene, Folge 1.07
- 2001, 2003: Lady Cops – Knallhart weiblich (The Division), Folgen: 1.12 und 3.14
- 2003: The Brothers Garcia, Folge 4.10
- 2004: Century City, Folge 1.05
- 2004: Drake & Josh, Folge 1.11
- 2004: Still Standing, Folge 2.20
- 2004: Meine wilden Töchter (8 Simple Rules… for Dating My Teenage Daughter), Folge 3.04
- 2006: The Jake Effect, Folge: 1.04
- 2009: CSI: Miami, Folge 8.04
- 2012: Rizzoli & Isles, Folge: 3.12